# Сент-Геллерт-тер (станція метро)
Сент-Геллерт-тер (угор. Szent Gellért tér) — станція Будапештського метрополітену. Станція була відкрита 28 березня 2014 року.
Знаходиться в Буді на правому березі Дунаю на спуску мосту Свободи біля підніжжя гори Геллерта. На дільниці між «Февам-тер» і «Сент-Геллерт-тер» лінія M4 пролягає під Дунаєм.

## Пересадки
- Автобус: 7, 133E
- Трамвай: 19, 41, 47, 48, 49, 56, 56A